# Dolni Lukovit, Plevna
Dolni Lukovit (în bulgară Долни Луковит) este un sat în comuna Iskăr, regiunea Plevna,  Bulgaria. 

## Demografie
Componența etnică a satului Dolni Lukovit
     Romi (5,98%)
     Bulgari (93,35%)
     Nicio identificare (0,65%)
     Altele (0,32%)
La recensământul din 2011, populația satului Dolni Lukovit era de 1.821 locuitori. Din punct de vedere etnic, majoritatea locuitorilor (93,35%) erau bulgari, cu o minoritate de romi (5,98%). Pentru 0,65% din locuitori nu este cunoscută apartenența etnică.